# Мамкин, Виктор Модестович
Виктор Модестович Мамкин (22.05.1915 — 13.11.1995) — российский инженер, лауреат Государственной премии СССР 1969 года, заслуженный машиностроитель РСФСР (1983).

## Биография
Родился 22.05.1915 в Томске. Член КПСС с 1945 года.
Окончил Свердловский электроэнергетический техникум (1936) и Уральский индустриальный институт (1941, выпускник кафедры электропривода и автоматизации промышленных установок).
В 1941—1942 гг. работал мастером электромонтажных работ.
С августа 1942 по 1946 год служил в РККА, участник войны, гвардии лейтенант, делопроизводитель 332 гв. сп 104 гвсд.
После демобилизации работал на Уралмашзаводе, в 1960—1962 и с 1964 года — главный конструктор по электроприводу и автоматизации.
В 1970-е и в начале 1980-х гг. главный конструктор Отдела главного конструктора электропривода и автоматизации (ОГК ЭПА) созданного при НПО «Уралмашзавод» института НИИтяжмаш.
Соавтор и редактор книги:
- Производство крупных машин : сб. ст. / НИИтяжмаш. — М.: Машиностроение, 1975. — Вып. 24 : Электропривод и автоматизация / ред. В. М. Мамкин. — 1975. — 183 с. : ил.

Лауреат Государственной премии 1969 года (в составе коллектива) — за создание и внедрение комплекса высокоэффективных систем автоматического регулирования толщины и натяжения полосы на непрерывных станах холодной прокатки.
Заслуженный машиностроитель РСФСР (1983). Награждён орденами Красной Звезды (30.04.1945) и Отечественной войны II степени (06.04.1985), медалью «За победу над Германией в Великой Отечественной войне 1941—1945 гг.»
Умер в Екатеринбурге 13 ноября 1995 года. Похоронен на Северном кладбище Екатеринбурга.